# Arroyo Sarandí (Arroyo Tres Cruces Grande)
El arroyo Sarandí es un curso de agua uruguayo que atraviesa el departamento de  Artigas perteneciente a la cuenca hidrográfica del Río de la Plata.
Nace en la Cuchilla Yacaré Cururú  y desemboca por la margen derecha del arroyo Tres Cruces Grande.